# Sparbarus tubulatus
Sparbarus tubulatus är en dagsländeart som först beskrevs av Tshernova 1952.  Sparbarus tubulatus ingår i släktet Sparbarus och familjen slamdagsländor. Inga underarter finns listade i Catalogue of Life.